# アブー・ダルウィーシュ・モスク

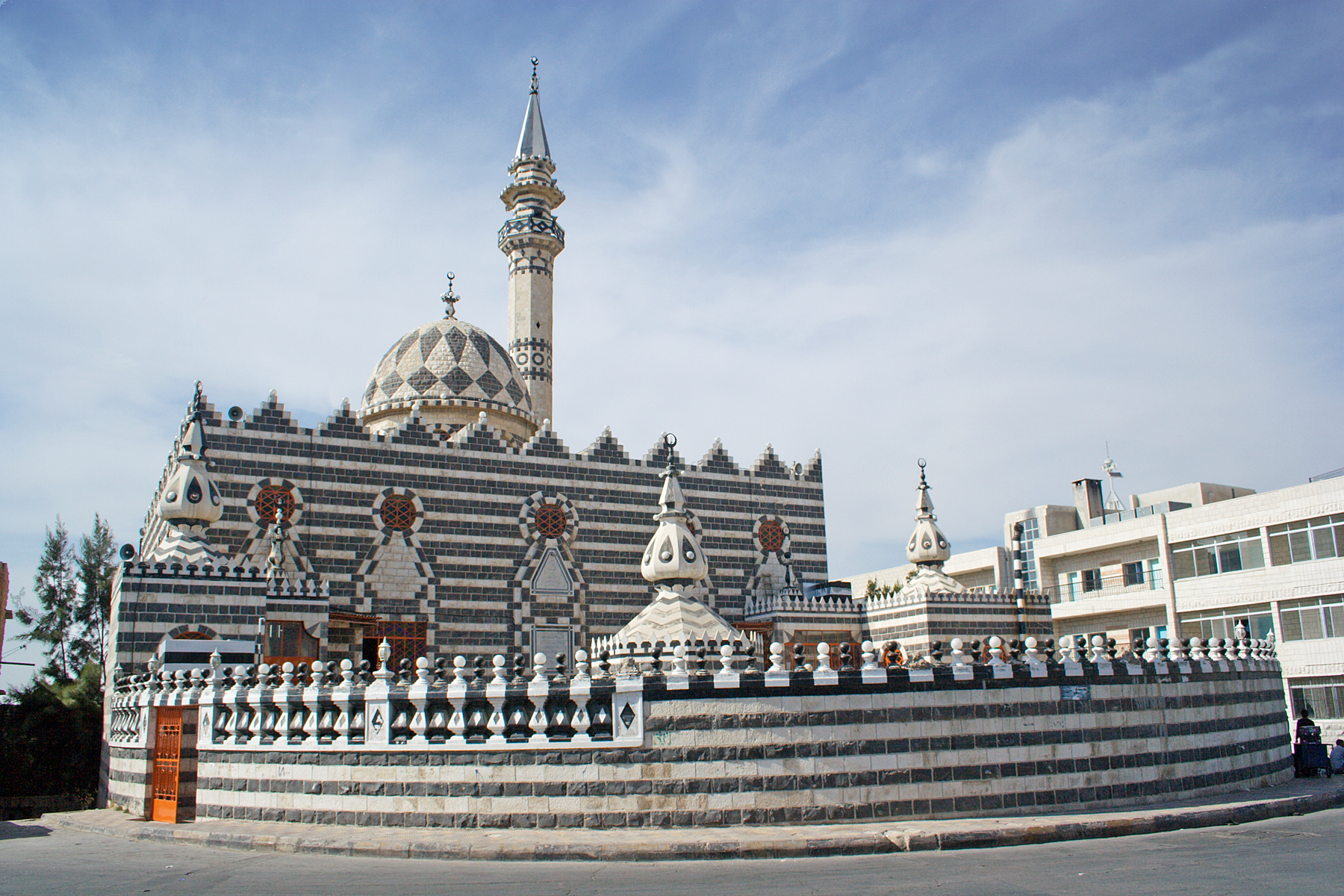
アブー・ダルウィーシュ・モスク

アブー・ダルウィーシュ・モスクは、ヨルダンの首都アンマンで最も古いモスクのひとつである。このモスクは、外形と装飾に古いダマスカス様式を帯び、建物に石に由来する白と黒の二色を用いている。東アンマンに属するジャバル・アシュラフィーエの目立つところに建てられている。首都のすべての地区から見える。チェルケス人の男がこのモスクを建設した。彼の名はムスタファー・ハサン・シャルクスである。そして1961年に、アンマンの居処から「アブー・ダルウィーシュ」と名付け、そのとき以来その名で知られている。また1991年のラマダン月2日の死去後、彼はモスクの空き地に埋葬された。

## 注
1. ↑  シャルクスشركسとはアラビア語で「チェルケス」の意

## 参考
1. ↑  كتاب الشركس تأليف محمد خير حغندوقة ص 71 و72 طبع عام 1982 في مطبعة رفيدي -  عمان - الأردن